# ژیرورادیوس

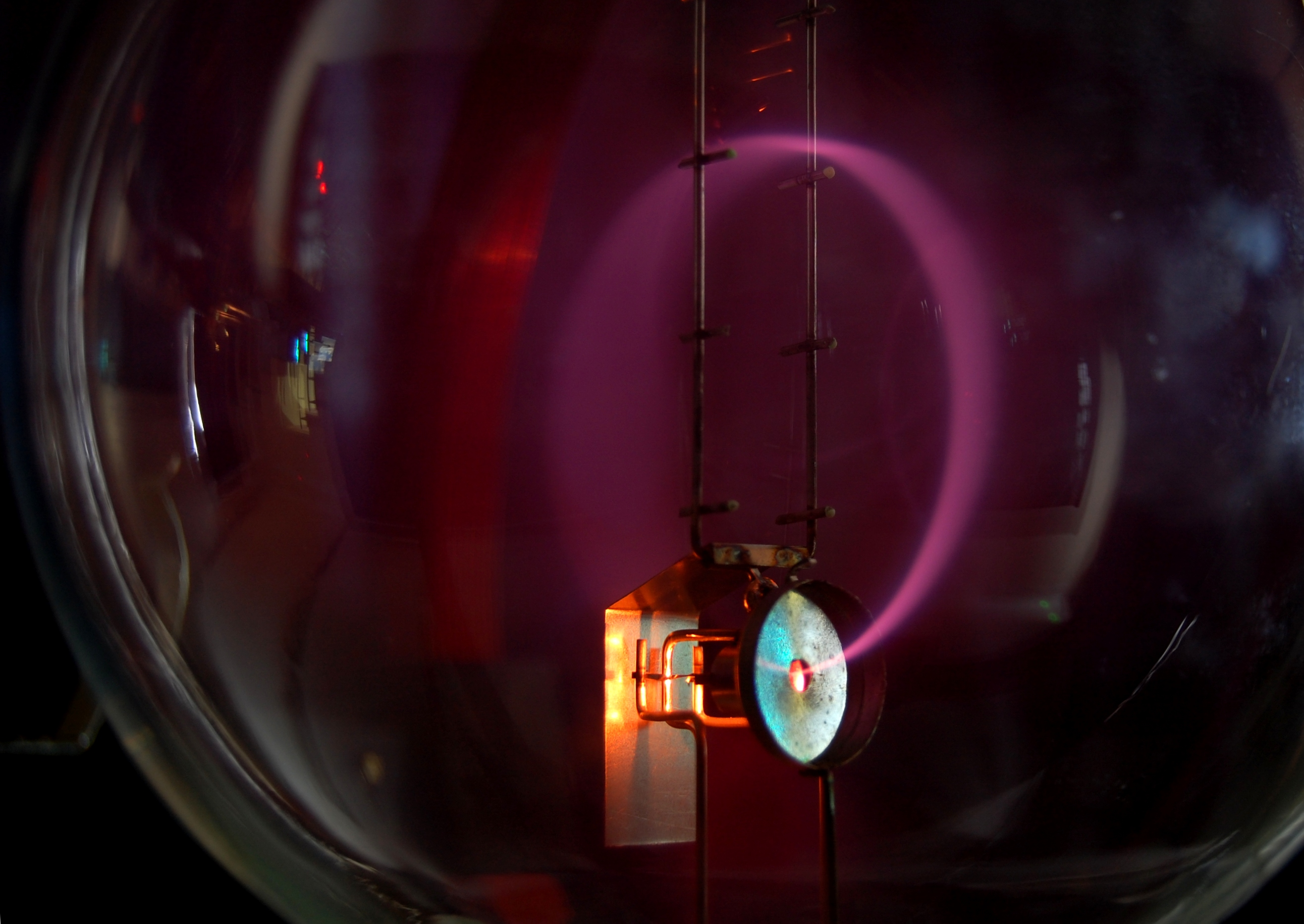
ژیرورادیوس

ژیرورادیوس (که به نام شعاع ژیراسیون، شعاع لارمر و شعاع سیکلوترون نیز شناخته می‌شود) عبارت است از شعاع حرکت دایراه‌ای یک ذره باردار در حضور یکمیدان مغناطیسی یکنواخت. در دستگاه بین‌المللی یکاها (SI)، ژیرورادیوس از رابطه زیر به دست می‌آید.
{\displaystyle r_{g}={\frac {mv_{\perp }}{|q|B}}}،
که {\displaystyle m} جرم ذره، {\displaystyle v_{\perp }} مؤلفه سرعت عمود برجهت میدان مغناطیسی، {\displaystyle q} بار الکتریکی ذره و {\displaystyle B} شدت میدان مغناطیسی است.
بسامد زاویه‌ای این حرکت دایره‌ای با نام ژیروبسامد یا بسامد سیکلوترون شناخته می‌شود و می‌توان آن را به شکل زیر نمایش داد:
در یکای رادیان/ثانیه.

## مورد نسبیتی
فرمول بالا برای حرکت‌های نسبیتی که در آن اصلاح جرم در نظر گرفته می‌شود، نیز صادق است. اما باید به خاطر داشت که جرم ذره، جرم نسبیتی است و نه جرم لختی آن. فرمول جیرورادیوس برای محاسبات شتاب‌دهنده‌ها و اخترفیزیک ذره‌ای به شکل عملی‌تر زیر تنظیم می‌شود
{\displaystyle r_{g}/\mathrm {meter} =3.3\times {\frac {(mc^{2}/\mathrm {GeV} )(v_{\perp }/c)}{(|q|/e)(B/\mathrm {Tesla} )}}}،
که {\displaystyle c} سرعت نور و {\displaystyle \mathrm {GeV} } یکای گیگاالکترون‌ولت است و {\displaystyle e} بار بنیادی است.

## نتیجه‌گیری
اگر ذره باردارد در حال حرکت باشد،نیروی لورنتزی را تجربه می‌کند که اندازه‌اش از رابطه زیر به‌دست می‌آید:
{\displaystyle {\vec {F}}=q({\vec {v}}\times {\vec {B}})}،
که {\displaystyle {\vec {v}}} بردار سرعت و {\displaystyle {\vec {B}}} میدان مغناطیسی برداری است.
توجه کنید که جهت نیرو توسط ضرب برداری سرعت و میدان مغناطیسی تعیین می‌شود، بنابراین نیروی لورنتز همیشه عمود بر جهت حرکت وارد می‌شود و سبب دوران ذره می‌شود. شعاع این دایره {\displaystyle r_{g}} را می‌توان با برابر قراردادن نیروی لورنتز بانیروی مرکزگرا به شکل زیر به‌دست آورد
{\displaystyle {\frac {mv_{\perp }^{2}}{r_{g}}}=|q|v_{\perp }B}.
با مرتب‌سازی تساوی، می‌توان ژیرورادیوس را به شکل زیر نوشت
{\displaystyle r_{g}={\frac {mv_{\perp }}{|q|B}}}.
پس جیرورادیوس، با جرم ذره و مؤلفه عمودی سرعت رابطه مستقیم دارد و با بار الکتریکی ذره و شدت میدان مغناطیسی نسبت معکوس دارد. زمانی که طول می‌کشد تا ذره یک دور کامل بزند، دوره تناوب نامیده می‌شود که از فرمول زیر به‌دست می‌آید.
{\displaystyle T_{g}={\frac {2\pi r_{g}}{v_{\perp }}}}.
از آنجا که دوره تناوب، معکوس بسامد است، می‌توان گفت:
و در نتیجه
{\displaystyle \omega _{g}={\frac {|q|B}{m}}}.